# Trpanj
Trpanj falu és község Horvátországban, Dubrovnik-Neretva megyében.

## Fekvése
Makarskától légvonalban 37 km-re délkeletre, Dubrovnik városától légvonalban 78, közúton 106 km-re északnyugatra, a Pelješac-félsziget nyugati felének északi partján fekszik. A települést kompjárat köti össze a Neretvai-csatorna túloldalán fekvő Ploče kikötőjével.

## A község települései
A községhez Trpanjon kívül Donja Vrućica, Duba Pelješka és Gornja Vrućica települések tartoznak.

## Története
Az itt talált leletek tanúsága szerint az ember már a legrégibb időkben megtelepedett ezen a helyen. Az őskori ember nyomai lelhetők fel a Trpanj határában fekvő Ferenćina, Vilina és Duboki dolac nevű barlangokban. A kikötő felett emelkedő Gradina nevű magaslaton történelem előtti erődített település maradványai, szárazon rakott főfalak, cseréptöredékek találhatók. Ugyancsak ilyen település lehetett a Szent Rókus-dombon, ahova később templomot építettek. A Gradina csúcsán és lejtőjén az illírek települése állt, akik az itt elő első ismert nép voltak. A település határában az illírek két halomsírja is megtalálható. Az illírek i. e. 30-ig uralták a térséget, amikor Octavianus hadai végső győzelmet arattak felettük. A római légionáriusok a félsziget több pontján letelepedtek magukkal hozva kultúrájukat, életmódjukat, szokásaikat. A római villagazdaságokban nagy mennyiségű gabonát, olívaolajat, bort, sózott halat és más élelmiszert állítottak elő, melyekkel élénk kereskedelmet folytattak. Ezek a tágas, kényelmesen berendezett épületek központi fűtéssel, díszes mozaikpadlóval, luxustárgyakkal rendelkeztek. Római villagazdaság maradványai találhatók Trpanj területén a Gradina lábánál fekvő parkban is. A Római Birodalom bukása után Dalmácia a gótok, majd a Bizánci Birodalom uralma alá került. A gótok elleni háborúk idejében a 6. században I. Justinianus bizánci császár a közeli tengeri útvonal biztosítására a Gradinán várat építtetett.
A horvátok ősei a 7. században érkeztek erre a vidékre. Trpanj a horvát nemzet születésének fontos helyévé vált azáltal, hogy a horvát nyelv használata itt megelőzte az olaszt. Ez abból is kitűnik, hogy az itteni kereskedők horvát nyelven vezették könyvelésüket. Még ebben az időben, valamikor a 9. és 12. század között  építették a település legrégibb szakrális építményét a kis román stílusú Szent Péter templomot, mely a tengerparton áll. A település urai sűrűn váltogatták egymást, majd a 14. századtól a 18. század végéig a Raguzai Köztársasághoz tartozott. A köztársaságot képviselő kapitányok kezdetben Trstenicáról, majd Janjinából igazgatták. Egyházilag a pelješaci plébánia része volt, mely akkoriban a félsziget legnagyobb területű plébániája volt. Területe Trsteniktől Trpanjon át Orebićig húzódott. A kereskedelem virágzása Trpanjon a 18. században kezdődött. Lakóinak nagy része tengerészként szolgált, közülük többen ismert hajóskapitányok voltak. Sokan foglalkoztak halászattal is, itt élt az adriai térség egyik legnagyobb halász közössége. 1806-ban a Raguzai Köztársaságot legyőző franciák uralma alá került, de Napóleon bukása után 1815-ben a berlini kongresszus a Habsburgoknak ítélte. A 19. században tengerészek és halászok településeként gyorsan fejlődött. Seloról ahol korábban a központ volt a század közepe után a lakosság Žalu irányába húzódott, ahol kialakult Trpanj új, városias jellegű központja. Trpanj kereskedelmi központtá vált, a főbb árucikkek a hal, a bor és az olaj voltak. Trpanj első fiúiskolája 1839-ben kezdte meg működését, majd 1848-ban megnyílt a leányiskola is. A két iskolát 1893-ban egyesítették. A kikötő előtt állt a kis Szent Mihály templom. Ennek a kis templomnak a felhasználásával kezdték el építeni 1902-ben az új plébániatemplomot. 1857-ben 696, 1910-ben 649 lakosa volt. 1918-ban az új szerb-horvát-szlovén állam, majd később Jugoszlávia része lett. 1991-től a független Horvátországhoz tartozik. 2011-ben a településnek 598, Trpanj községnek összesen 721 lakosa volt.

## Népesség
| Lakosság változása | Lakosság változása | Lakosság változása | Lakosság változása | Lakosság változása | Lakosság változása | Lakosság változása | Lakosság változása | Lakosság változása | Lakosság változása | Lakosság változása | Lakosság változása | Lakosság változása | Lakosság változása | Lakosság változása | Lakosság változása |
| ------------------ | ------------------ | ------------------ | ------------------ | ------------------ | ------------------ | ------------------ | ------------------ | ------------------ | ------------------ | ------------------ | ------------------ | ------------------ | ------------------ | ------------------ | ------------------ |
| 1857               | 1869               | 1880               | 1890               | 1900               | 1910               | 1921               | 1931               | 1948               | 1953               | 1961               | 1971               | 1981               | 1991               | 2001               | 2011               |
| 696                | 723                | 769                | 748                | 717                | 649                | 645                | 649                | 582                | 612                | 652                | 623                | 676                | 660                | 707                | 598                |

## Nevezetességei
- A kikötő feletti Gradina nevű dombon láthatók a Justinianus császár által építtetett 6. századi bizánci erőd maradványai. Az egykor nagy méretű erőd falai az északi oldalon még jól láthatók. A maradványok mellett 1936-ban kilátót építettek. A dombon történelem előtti erődített település nyomai és erre utaló régészeti leletek is előkerültek.[4]
- A település legrégibb temploma a Szent Péter templom valószínűleg a 9. században épült, pontosabb építési ideje nem ismert. A korai román építészeti stílus jegyeit viseli magán. Az eredeti templom azonban a mainak csak a szentélyét képezte, mert valamikor a 17.  században barokk stílusban hajót építettek hozzá. Állapota idővel annyira megromlott, hogy már csak temetőkápolnának használták, oltárait más templomokba szállították. A templom körül falakkal övezett régi temető található, ahová 1902-ben betiltották a további temetkezést.
- Szent Péter és Pál apostolok tiszteletére szentelt plébániatemploma 1902 és 1906 között épült a kis Szent Mihály templom bővítésével. Felszentelése 1907. április 27-én volt. Szent Péter és Pál márványszobrát 1907-ben Bilinić mester spliti műhelyében faragták. A Rózsafüzéres Szűzanya szobrát 1855-ben vásárolták Olaszországban. A templom belső festését a helyi festő Frano Ferenca készítette 1929 és 1930 között.
- A Kármelhegyi Boldogasszony templomot egy raguzai nemesember Stjepan Gundulić építtette a lorettói Szent Család kápolna mintájára. Az építés 1645-ben kezdődött, első említése pedig 1679-ben történt. A templomot 1836-tól iskolaként használták, 1848-ban felújították, 1874-ben részben átépítették. Reneszánsz oltárán a Szűzanya szobra látható, alatta a régi 18. századi oltárkép egy darabja a tisztítótűzben szenvedő lelkeket ábrázolja. A Szűzanya szobrának két oldalán látható festmények 1848-ban készültek, egy makarskai festő Frano Kaer munkái..
- A Szent Rókus templom[5] a 17. század első felében épült egy korábbi templom alapjain. Először 1679-ben említik a püspöki vizitáció alkalmával. Szent Rókus szobra 1897-ben készült. Az oldalfalakon látható két kép Nagy Konstantin császár megkeresztelését, illetve Szent Balázst ábrázolja. 1895-ben a templomot megújították, ekkor épült a homlokzat elé az új harangtorony.
- A Szent Antal templomot 1695-ben építették egy gazdag helyi polgár Antonio Simonetti fogadalmából és költségén. Oltára eredetileg a Szent Péter templom oltára volt, majd a Kármelhegyi Boldogasszony templomban állt, ahonnan ide hozták át. Az oltárképet egy amatőr festő Ilija Antunović festette 1960-ban.
- A Szent Miklós templomot 1840-ben fogadalomból építtette Kleme Cvitanović hajótulajdonos a tengerészek vésőszentje tiszteletére. Oltárképe Szent Liberant és Szent Miklóst ábrázolja. 1988-ban megújították.
- Az Irgalmas Szűzanya kápolnát 1865-ben építették a plébániatemplom melletti kis dombon. A hozzá vezető lépcsősor 1936-ban épült. Eléje 1940-ben kilátót építettek.
- A temetőben álló Szent Kereszt kápolna 1907-ben épült. Utolsó felújítása 2000-ben történt.
- A kikötői gáton 1938-ban helyezték el a Nagyboldogasszonyt a Tenger Csillagaként ábrázoló szobrot.

## Gazdaság
A lakosság fő bevételi forrása a turizmus, a halászat és a mezőgazdaság.

## Oktatás
Az első világi iskola 1839-ben nyílt meg a településen, de magániskola már korábban is működött. Kezdetben csak fiúk járhattak az oktatásra, majd 1848-túl beindult a leány oktatás is. 
Kántortanítók, akiket abban az időben mesternek hívtak már 1814-ben is oktattak a kápláni épületben, majd 1836-tól az iskola az akkor használaton kívüli a Kármelhegyi Boldogasszony templomban működött. Amikor a templomot vissza kellett adni az egyháznak az iskola magánházakba költözött. Az oktatás 1881 óta zajlik abban az épület, melyben az alapiskola ma is működik. Az iskolába a trpanjiakon kívül a donja- és gornja vručicai, valamint a dubai gyerekek járnak.

## Híres emberek
Itt töltötte gyermekkorát két neves horvát színművésznő és filmszínésznő Ena Begović és testvére Mia Begović.

## Galéria
- A kompkikötő látképe
- A Tenger Csillaga szobor a kikötőben
- A Szent Péter Pál plébániatemplom
- A plébániatemplom belseje
- A Szent Miklós és a Szent Rókus templom
- A kikötő látképe
- Trpanj látképe
- Trpanji utcarészlet
- Látkép a Szent Rókus templomtól